# Sorata (gemeente)
Sorata is een gemeente (municipio) in de Boliviaanse provincie Larecaja in het departement La Paz. De gemeente telt naar schatting 25.489 inwoners (2018). De hoofdplaats is Sorata.

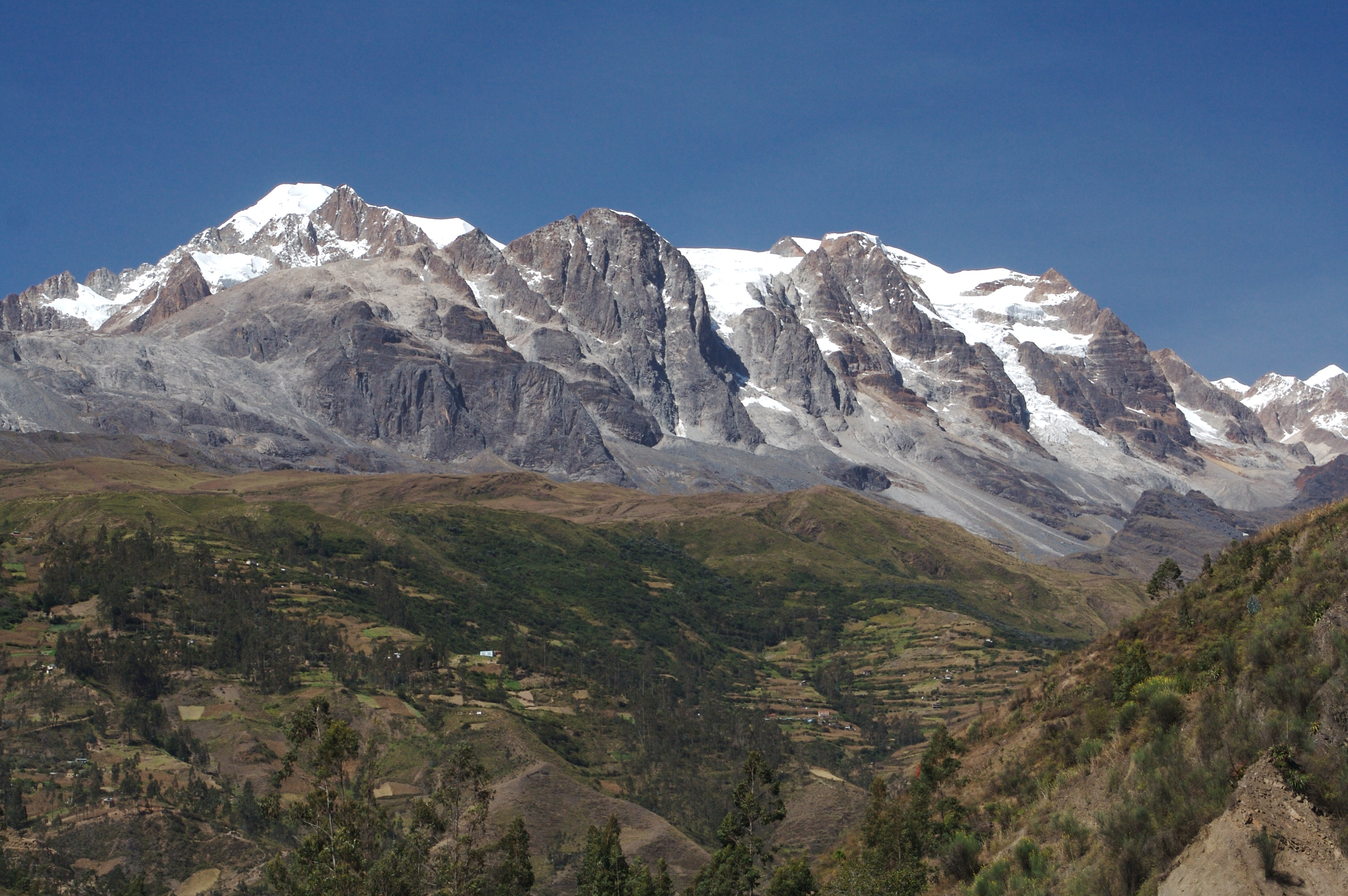
De berg Illampu

## Indeling
De gemeente bestaat uit de volgende kantons:
- Cantón Ankoma[3] - 2.208 inwoners (2001)
- Cantón Chuchulaya[4] - 1.819 inw.
- Cantón Guachalla[5] - 3.895 inw.
- Cantón Obispo Bosque[6] - 962 inw.
- Cantón San Antonio de Millipaya[7] - 1.444 inw.
- Cantón Sorata[8] - 7.096 inw.
- Cantón Yani[9] - 1.589 inw.